# 安格斯·琼斯
安格斯·特纳·琼斯（英語：Angus Turner Jones，1993年10月8日—），美国演员。他因出演哥伦比亚广播公司电视剧好汉两个半（2003年–2015年）中的杰克·哈珀而成名。

## 生涯
除了《好汉两个半》，琼斯还参演过《警犬追杀令》、《新手上路》、《爱到房倒屋塌》、《森林泰山2》和《圣诞祝福》。
琼斯在两季（26集）结束后签下了790万美元的合同和外加500,000美元的奖金。这意味着他出演《好汉两个半》每集片酬约300,000美元，使他成为片酬最高的童星。

## 著名事件
2008年6月7日，琼斯联合达科他·范宁、小库珀·古丁、范·基默等明星以及曾经在《爱到房倒屋塌》中合作过的明星金柏莉·布朗给予第一个帮助虐童的明星组织支持。
2008年8月26日，琼斯与玛德琳·奇玛、汤姆·巴里和布兰登·巴拉什参加一年一度的“摇滚乐梦幻营（Rock 'N Roll Fantasy Camp）”。
2008年10月4日，琼斯与米兰达·科斯格罗夫、梅甘·杰特·马丁、雷·李欧塔、赛琳娜·戈麦斯和Shailene Woodley参加田纳西州孟菲斯圣犹达儿童研究医院组织的Variety's Power of Youth benefit活动。
2009年10月，一起出演《好汉两个半》的演员乔恩·克莱尔在“大哥大姐新星晚会上”授予琼斯“2009年新星”奖。

## 参演剧目
| 年份            | 剧目           | 角色             | 备注                                            |
| --------------- | -------------- | ---------------- | ----------------------------------------------- |
| 1999年          | 暗夜惊狂       | 五岁孩子         |                                                 |
| 2001年          | 警犬追杀令     | 詹姆斯           |                                                 |
| 2001年          | 友情晚宴       | 萨米             | 电视电影                                        |
| 2001年          | 急诊室的故事   | 肖恩·加特尼      |                                                 |
| 2002年          | 新手上路       | 亨特·莫里斯      |                                                 |
| 2002年          | 爱到房倒屋塌   | 乔吉·桑德森      |                                                 |
| 2003年          | Audrey's Rain  | 泰伊·鲍威尔      | 电视电影                                        |
| 2003年          | 森林泰山2      | 小乔治           | 电视电影                                        |
| 2003年 - 2015年 | 《好汉两个半》 | 杰克·哈珀        | 主演                                            |
| 2005年          | 圣诞祝福       | 查理·班尼特      | 电视电影                                        |
| 2008年          | 犯罪现场调查   | 自己 / 杰克·哈珀 | Uncredited Cameo; Two and a Half Men Cross-over |
| 2010年          | 汉娜·蒙塔娜    | T.J.             | 客串明星                                        |
| 2010年          | 预产期         | 自己 / 杰克·哈珀 | 镜头被删减                                      |